# Apollo Gauntlet
Apollo Gauntlet è una serie televisiva animata statunitense del 2017, creata e sceneggiata da Myles Langlois.
La serie segue le avventure dell'omonimo supereroe mentre combatte il male in una futuristica società medievale.
La serie è stata trasmessa per la prima volta negli Stati Uniti su Adult Swim il 4 dicembre 2016, con l'episodio pilota, e in seguito dal 9 luglio al 13 agosto 2017, per un totale di 6 episodi ripartiti in una stagione. La serie non è stata rinnovata per una seconda stagione.
In Italia la serie è inedita.

## Trama
La serie racconta la storia di Paul Cassidy, un poliziotto che viene trascinato in una società medievale futuristica dal perfido dottor Benign. Grazie ad un magico vestito e ad un paio di guanti magici, Paul si trasformerà in Apollo Gauntlet e cercherà di sconfiggere il dottor Benign.

## Episodi
| Stagione       | Episodi | Prima TV USA | Prima TV Italia |
| -------------- | ------- | ------------ | --------------- |
| Prima stagione | 6       | 2017         | inedita         |

## Personaggi
- Apollo Gauntlet, voce originale di Myles Langlois.
- King Bellenus, voce originale di Tom Kenny.
- Daphne, voce originale di Kelsy Abbott.
- Superknife, voce originale di Ryan Kwanten.
- Monty, voce originale di Mark Proksch.
- Rubis, voce originale di Betsy Sodaro.
- Orenthal Bellenus, voce originale di James Urbaniak.

## Produzione
Creato dall'animatore Myles Langlois, Apollo Gauntlet è stata una delle due serie animate originali, insieme a Hot Streets, annunciata da Adult Swim nel marzo 2017. La serie è un adattamento della webserie di Langlois dall'omonimo nome, il cui rilascio è avvenuto nel 2012 sul canale Youtube Rug Burn.

## Critiche
Daniel Kurland di Den of Geek! ha premiato la semplicità del suo stile di animazione unico, identificando come influenze televisive la serie animata He-Man e altre degli anni 60 e 70. William Hughes di A.V. Club ha definito Apollo Gauntlet e Hot Streets "Veramente Adult Swim-eschi", scrivendo di sentirsi in tandem con "l'estetica core di un'animazione surreale dall'aspetto economico mescolato a dialoghi auto-consapevoli, trasmessi con una vibrazione distintiva".